# Isopterygium andamanicum
Isopterygium andamanicum là một loài Rêu trong họ Hypnaceae. Loài này được Gangulee mô tả khoa học đầu tiên năm 1980.